# Пракрити
Пракрити — група середньо-індійських індоарійських мов, які становлять проміжний етап між давньоіндійськими, близькими до санскриту, й новоіндійськими мовами.
Назва пракрит походить від prakṛti, що означає природний, натуральний, первинний, в той час як назва санскрит походить від слова saṃskṛta, що означає очищений. Тому серед філологів та істориків існує думка, що пракрити могли існувати раніше від санскриту, а санскрит був чистою літературною формою цих мов. 
Пракрити стали мовами літератури на початку I тисячоліття, однак не сприймалися брахманами, як мова релігії. 
На письмі пракрити зафіксовані вперше в ІІІ столітті до нашої ери, хоч їх елементи відмічено вже у ведах. Найархаїчніші пракрити — мова палі, пракрит наскельних написів царя Ашоки і так званий ранній пайшачі. Особливе значення мали трохи пізніші літературні пракрити: шаурасені, маґадгі, махараштрі; в цей самий період існували й деякі інші пракрити: ардхамагадхі, пайшачі, чулікапайшачі тощо. До пізніших пракритів, перехідних до новоіндійських мов, належить апабхранша (з V століття). Для пракритів характерна тенденція до значного спрощення в фонетиці і до вироблення аналітичних форм у відмінюванні та дієвідмінюванні, до уніфікації типів основ; у синтаксисі формувались основи ергативної конструкції.